# Валіла
Ва́ліла (ест. Valila küla) — село в Естонії, у волості Ярва повіту Ярвамаа.

## Населення
Чисельність населення на 31 грудня 2011 року становила 1 особу.

## Географія
Через населений пункт проходить автошлях 15161 (Вао — Пяйнурме — Сулуствере).

## Історія
З 20 лютого 1992 до 21 жовтня 2017 року село входило до складу волості Коеру.

## Історичні пам'ятки
- Миза Валіла

## Пам'ятки природи
На південь від села лежить природний заповідник Сілмсі (Silmsi LKA).